# 烏克蘭保衛者日
烏克蘭保衛者日（羅馬化：Den zakhysnykiv i zakhysnyts Ukrainy）是乌克兰的公众假期，每年10月1日庆祝。这个节日是为了纪念乌克兰武装部队的退伍军人和阵亡士兵而設立的。其首次庆祝活动于2015年举行（但直到2023年，庆祝活动大部分都于10月14日進行）。

## 歷史
2014年10月14日彼得·波罗申科總統頒布法令，將每年的10月14日訂為烏克蘭保衛者日（羅馬化：Den' zakhysnyka Ukrainy）。8月24日波羅申科總統宣布：烏克蘭不應該繼續慶祝俄羅斯的軍國歷史紀念日，但烏克蘭依然崇敬過去保衛家園的先烈。
2015年3月5日，烏克蘭國會通過，該紀念日取代原本的2月23日的祖国保卫者日，後者不再是烏克蘭的法定假日。同年開始實施。
2021年7月14日，烏克蘭國會將官方名稱調整為（羅馬化：Den' zakhysnykiv i zakhysnyts' Ukrainy），以兼指不同性別。

## 來源
1. ↑  . china.mfa.gov.ua. 2015-10-16  [2023-08-14]. （原始内容存档于2023-08-14） –乌克兰驻华大使馆 （中文）.
2. ↑  . world.people.com.cn.   [2023-08-14]. （原始内容存档于2021-12-10）.
3. ↑  . www.ukrinform.net. 2023-07-14  [2023-07-20]. （原始内容存档于2023-07-14） （英语）.
4. ↑  Ukraine marks first 'Defenders Day' with harsh words for Putin （页面存档备份，存于）, Fox News Channel (14 October 2015)
5. ↑  "Ukraine honours servicemen during celebrations of first-ever Defenders' Day" （页面存档备份，存于）, Ukraine Today (14 October 2015)
6. ↑  .   [2022-05-08]. （原始内容存档于2022-06-14）.